# Piscina de Siloé
La piscina de Siloé o estanque de Siloé (en hebreo: בריכת השילוח, brejat hashiloaj; en árabe: بركه سلوان‎) es una piscina excavada en la roca al sur de la zona conocida como Ciudad de David en Jerusalén. La piscina se llenaba con agua de la fuente del Guijón, que llegaba a través del túnel de Ezequías.  Es mencionada en el Evangelio de Juan, en el episodio de la curación del ciego de nacimiento

## Historia

### Ezequías
El estanque de Siloé fue construido durante el reinado de Ezequías (715–687/ 6 a. C.), para proteger el suministro de agua de la ciudad. Ezequías ordenó también la construcción del túnel de Siloé, un acueducto subterráneo que llevaba el agua desde el manantial de Guijón hacia la piscina. Además ordenó construir una nueva muralla, para proteger la piscina y otras partes de la ciudad que hasta entonces estaban fuera de los muros. Todo eso para preparar la ciudad ante la amenaza del rey asirio Senaquerib, que puso sitio a Jerusalén en el 701 a. C.

### Período del Segundo Templo

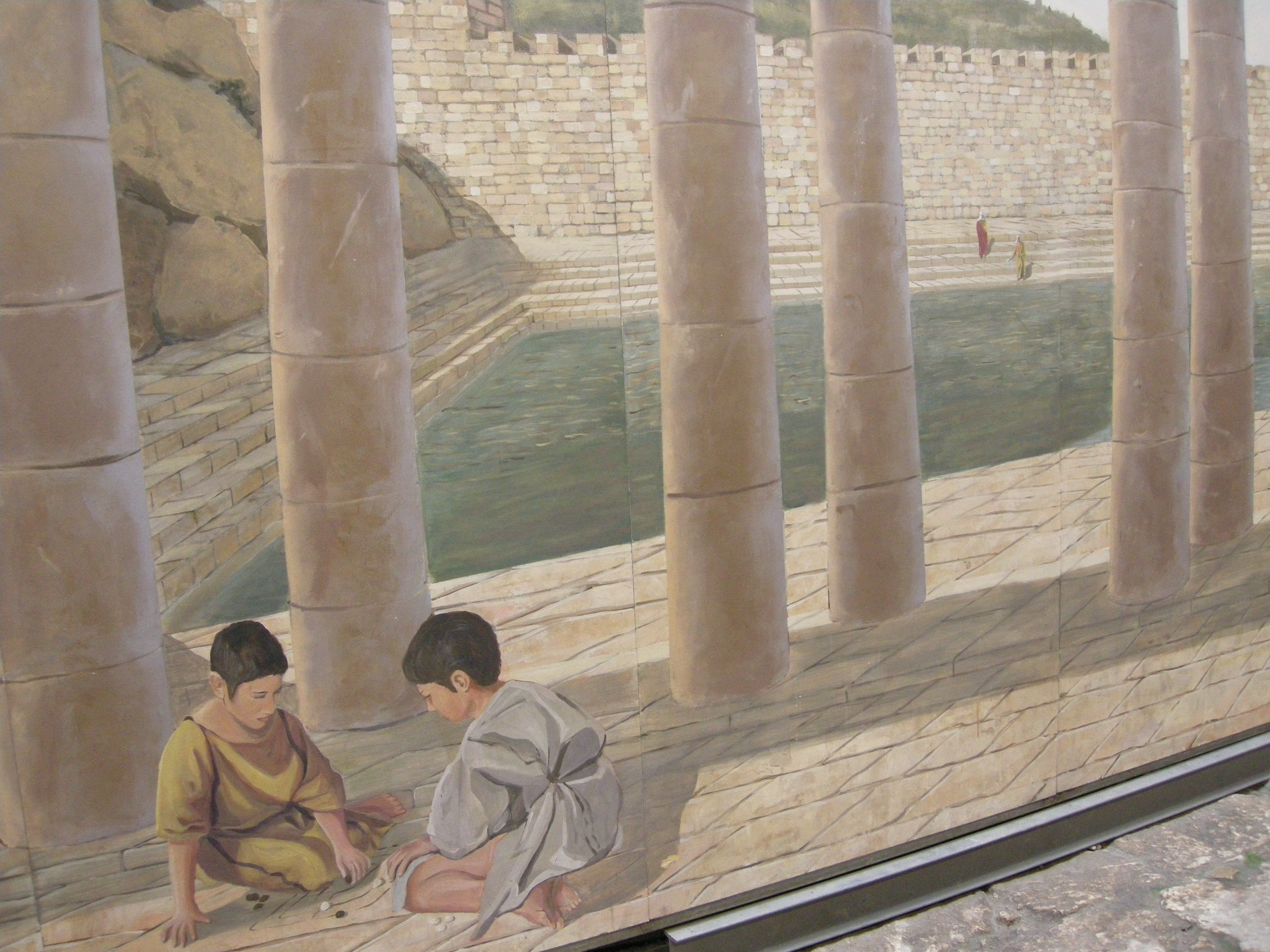
Reconstrucción artística de la piscina en tiempos del Segundo Templo.

La piscina fue reconstruida en el siglo I a. C., durante el período hasmoneo, o tal vez durante el reinado de Herodes (37 al 4 a. C.). No está claro si la piscina del siglo I a. C. fue construida en el mismo lugar que la de Ezequías del siglo VIII a. C., ya que de la primera construcción no se han encontrado rastros.
La piscina permaneció en uso durante la época de Jesús, es decir en el siglo I d. C. Según el Evangelio de Juan, Jesús envió a "un hombre ciego de nacimiento" al estanque para completar su curación. La piscina tiene un significado simbólico en el Evangelio de Juan. Jesús es el enviado del Padre (cf. Juan 5:38; 8:42; 9: 4; 13:20), quien a su vez envía al hombre ciego de nacimiento a la piscina cuyo nombre - siloé - significa "enviado" en hebreo.
Se cree que la piscina era un importante centro de reunión para los judíos que peregrinaban al templo de Jerusalén. Algunos investigadores, tomando en cuenta que en el relato Jesús envia al ciego a que se lave en la piscina, sugieren que la piscina se usaba como mikve (baño ritual). Al ser una fuente de agua corriente, según la halajá (ley judía) puede servir como mikve. Sin embargo, las otras mikves de la época que se han encontrado son mucho más pequeñas, la piscina de Siloé sería la más grande jamás encontrada. Yoel Elitzur ha sugerido que la piscina se usó para nadar y no para inmersión ritual.
El estanque fue destruido y cubierto después de la caída de Jerusalén en el año 70, al final de la primera guerra judeo-romana. En los años que siguieron a la destrucción, las lluvias invernales arrastraron sedimentos hasta que la piscina quedó completamente cubierta.

### Período romano tardío y período bizantino

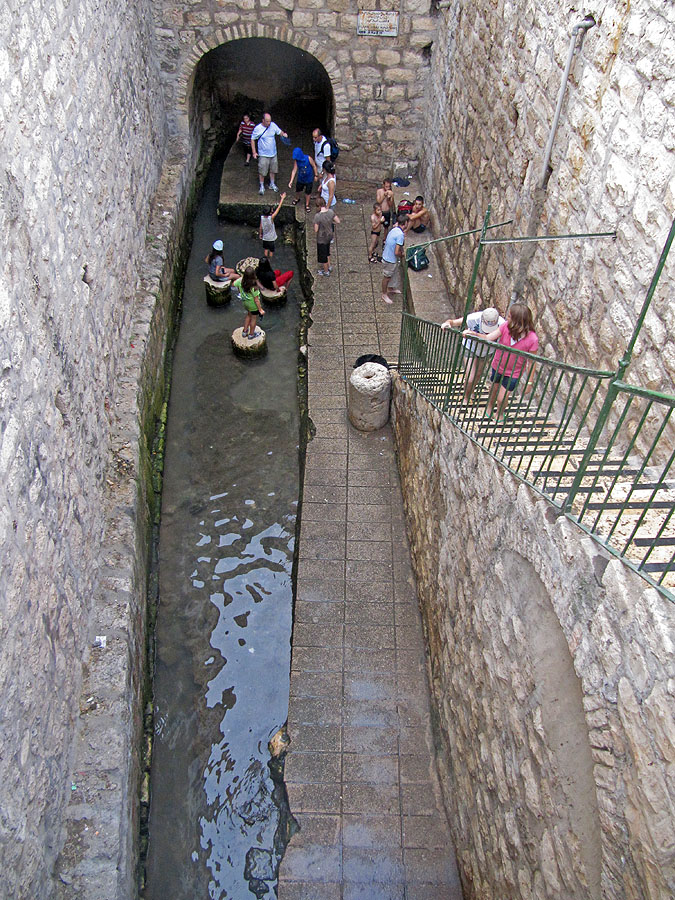
El estanque bizantino de Siloé.

Fuentes romanas mencionan el santuario de las Cuatro Ninfas (Tetranymphon), un ninfeo construido por Adriano durante la construcción de Aelia Capitolina en 135 y mencionado en obras bizantinas como el Chronicon Paschale del siglo VII. No es probable que dicho santuario se construyera en el mismo sitio que la piscina de Siloé del período del Segundo Templo, pero es posible que haya sido el precursor de la cercana piscina bizantina.
En el siglo V, durante el período bizantino, la emperatriz Aelia Eudocia mandó a construir una piscina al final del túnel de Siloé y también una iglesia. La piscina bizantina sigue existiendo hasta hoy. Está a unos 70 metros del piscina de Siloé del período del Segundo Templo y es mucho más pequeña. Se solía creer erróneamente que esa era la piscina mencionada en la Biblia Hebrea y el Nuevo Testamento, hasta que la piscina de tiempos del Segundo Templo fue redescubierta a principios del siglo XXI.

## Redescubrimiento en elsigloXXI

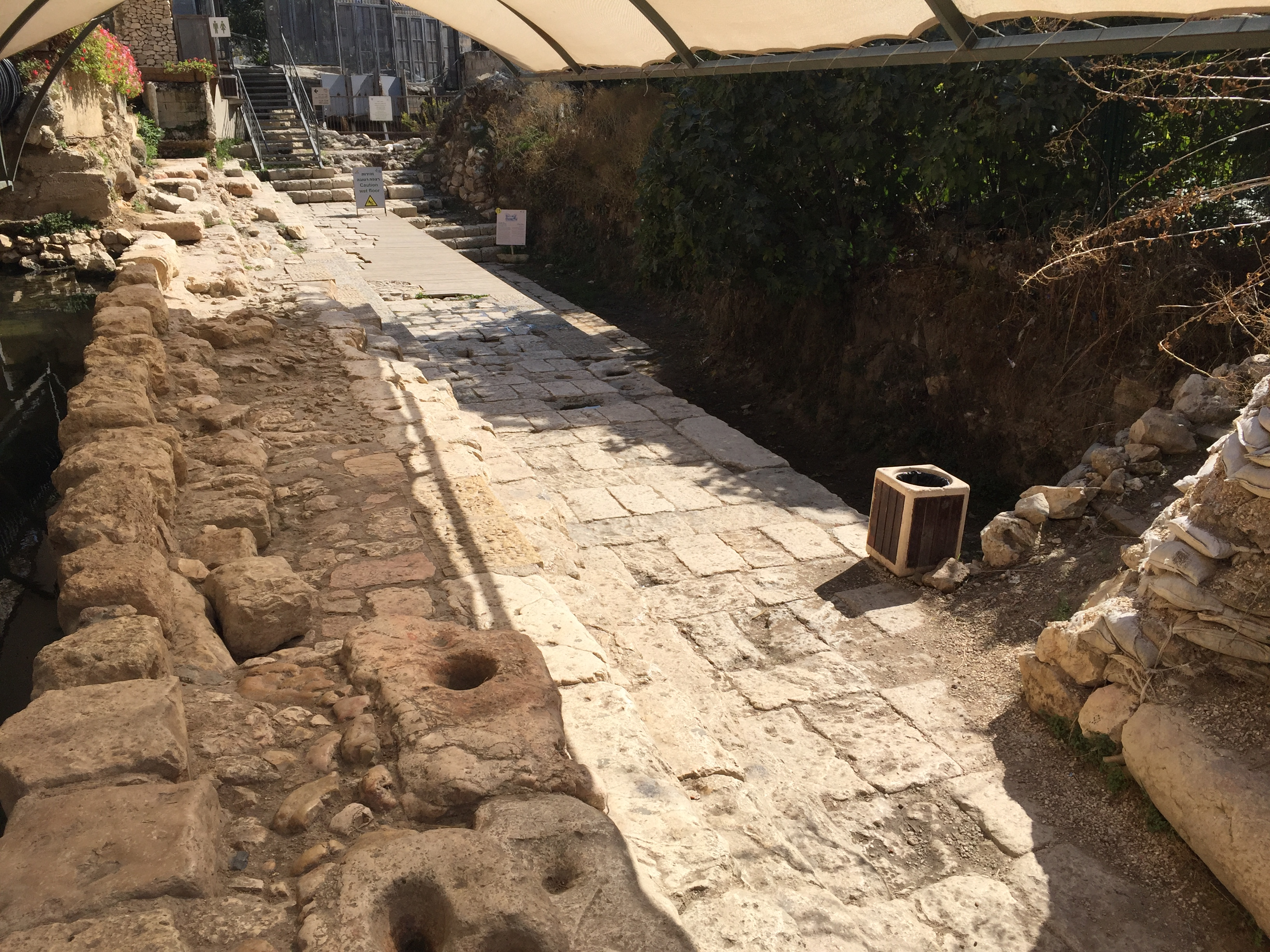
Restos de la Piscina de Siloé, descubiertos en el 2004.

La piscina fue redescubierta en el 2004 mientras se excavaba en el lugar para trabajos de alcantarillado. Los arqueólogos Eli Shukron y Ronny Reich (trabajando con la Autoridad de Antigüedades de Israel) descubrieron escalones de piedra, que identificaron como parte de la piscina del período del Segundo Templo . El hallazgo se anunció formalmente el 9 de agosto de 2005. Las excavaciones siguientes revelaron que la piscina tenía 225 pies de ancho, con escalones en al menos tres de sus cuatro lados. Una parte de la piscina permanece sin excavar, ya que el terreno es propiedad de la Iglesia Griega Ortodoxa.

## Referencia en los evangelios
La piscina es mencionada en el Evangelio de San Juán: 

Al pasar, vio a un hombre ciego de nacimiento. Sus discípulos le preguntaron: «Maestro, ¿quién ha pecado, él o sus padres, para que haya nacido ciego?». «Ni él ni sus padres han pecado, respondió Jesús; nació así para que se manifiesten en él las obras de Dios.
Debemos trabajar en las obras de aquel que me envió,
mientras es de día;
llega la noche,
cuando nadie puede trabajar.
Mientras estoy en el mundo,
soy la luz del mundo».
Después que dijo esto, escupió en la tierra, hizo barro con la saliva y lo puso sobre los ojos del ciego, diciéndole: «Ve a lavarte a la piscina de Siloé», que significa «Enviado». El ciego fue, se lavó y, al regresar, ya veía.

Algunas tendencias místicas cristianas y ocultistas consideran que este pasaje y la propia piscina de Siloé poseen un profundo simbolismo místico.